# 巴兰尼亚希德韦格
巴兰尼亚希德韦格（匈牙利語：Baranyahídvég）是匈牙利巴兰尼亚州所辖的一个村。总面积8.49平方公里，总人口207，人口密度24.4人/平方公里（2011年1月1日）。